# Giorgio La Malfa

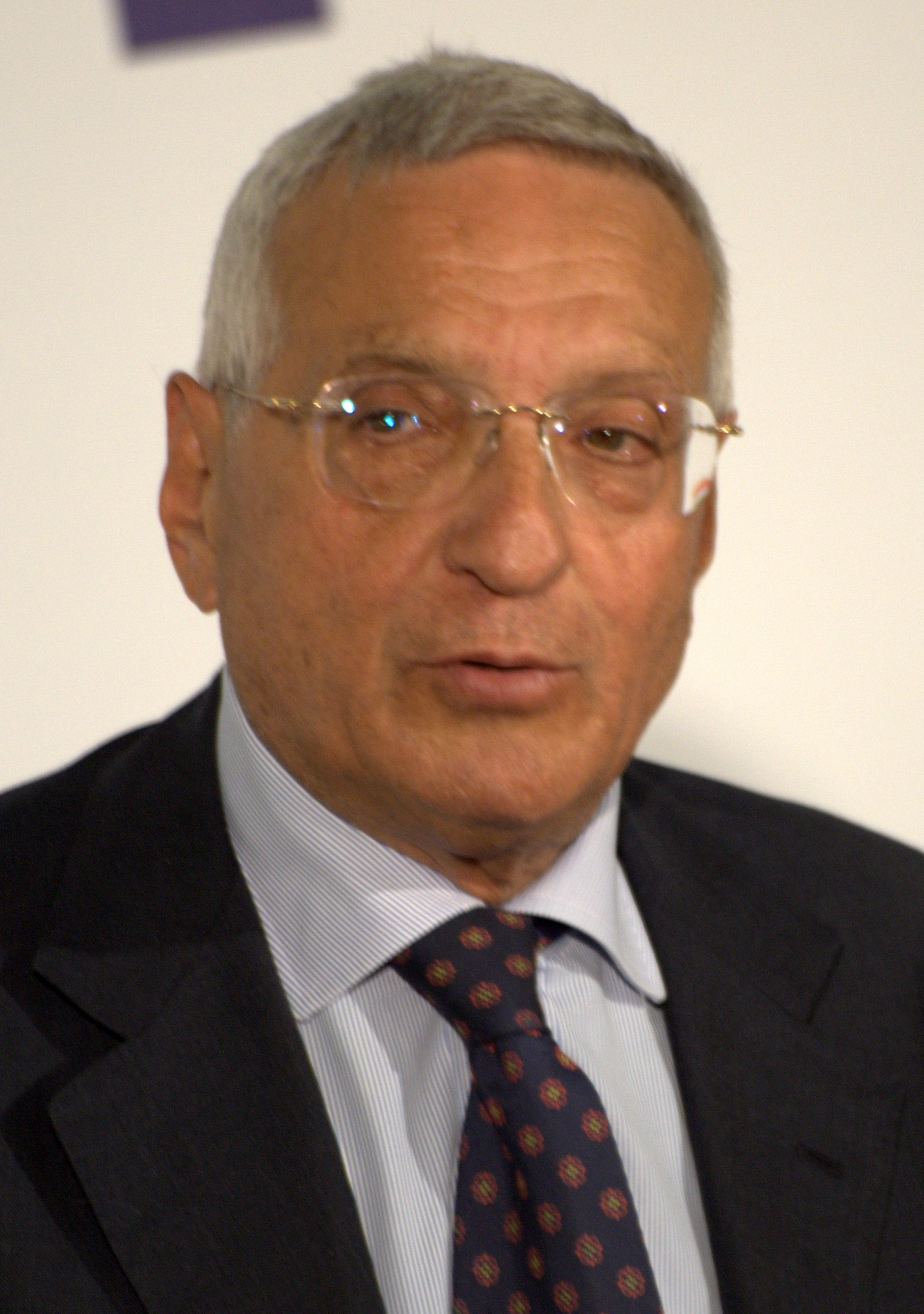
Giorgio La Malfa

Giorgio La Malfa (Milán, 13 de octubre de 1939) es un político italiano, histórico líder del Partido Republicano Italiano e hijo de Ugo La Malfa.
Es diputado desde 1972 y en 1987 es elegido secretario nacional de los republicanos. En el curso de los años 90 lidera el partido hacia la coalición Alianza Democrática y después en el centrista Pacto por Italia. En 1996 apoya a Romano Prodi como primer ministro, llevando a los republicanos a la coalición de centro-izquierda El Olivo. Sin embargo, cinco años después, lleva a su partido a cambiar de alianza, a la Casa de las Libertades de Silvio Berlusconi. Tras las elecciones de ese año, 2001, abandona la secretaria del partido, siendo elegido presidente del mismo.
Del 2005 al 2006 fue Ministro para la Política Europea de la República Italiana sustituyendo a Rocco Buttiglione. En ese año abandonaría el Partido Republicano, al estar en desacuerdo con el partido en cuanto a la posición frente al referéndum constitucional de reforma federalista.
| Predecesor: Giovanni Spadolini | Secretario Nacional del PRI 1987 - 1993 | Sucesor: Giorgio Bogi |

| Predecesor: Giorgio Bogi | Secretario Nacional del PRI 1994 - 2001 | Sucesor: Francesco Nucara |

- Datos: Q2460954
- Multimedia: Giorgio La Malfa / Q2460954